# Чёрная, Надежда Семёновна
Чёрная Надежда Семёновна (рожд. Егорова; 18 апреля 1924, Кривой Рог, Екатеринославская губерния — 2 июня 2006, Кривой Рог, Днепропетровская область) — советская шахтёрка. Почётный гражданин Кривого Рога (1975).

## Биография
Родилась 18 апреля 1924 года в городе Кривой Рог.
Трудовую деятельность начала в 1944 году, восстанавливала шахту имени Кирова шахтоуправления имени Кирова в Кривом Роге. Вместе с Флорой Шестак и Екатериной Борисенко основала комсомольское движение «Девушки — на шахты!», которое получило широкое распространение и привлекло молодёжь на восстановление разрушенного Кривбасса. В 1945 году возглавила фронтовую комсомольско-молодёжную комплексную бригаду, в период социалистических соревнований бригада соревновалась с комсомолками треста «Артёмуголь». Работала каменщицей, скреперистом. Была инициатором комплексного метода ведения горных работ. Стахановка, производственные планы выполняла на 160—200%.
Окончила курсы при Криворожском горнорудном институте. Работала на шахте, принимала активное участие в общественной жизни Кривого Рога. Была делегатом XIII Съезда ЦК ЛКСМУ.
В 1948—1959 годах работала в отделе кадров Первомайского рудоуправления. В 1959—1963 годах — инспектор кадров, ответственный секретарь газеты «Голос горняка» рудоуправления «Большевик». В 1963—1979 годах — начальник сектора приёма в отделе кадров Северного горно-обогатительного комбината.
Вместе с мужем воспитала двух сыновей.
Умерла 2 июня 2006 года в Кривом Роге.

## Награды
- Почётные грамоты ЦК ВЛКСМ;
- Почётный гражданин Кривого Рога (25.03.1975);
- Знак «За заслуги перед городом» (Кривой Рог) 3-й степени (10.05.2000)[1].

## Память
- Ириной Ирошниковой написана книга «Надежда Егорова»[2];
- Стала героиней документального фильма «Возрождение гиганта» Александра Ковальчука 1945 года.